# Bastiaan Rijpkema
Bastiaan Riemer Rijpkema (Zwolle, 3 november 1987) is een Nederlands rechtsfilosoof en hoogleraar aan de Universiteit Leiden.

## Biografie
Rijpkema studeerde rechten aan de Erasmus Universiteit Rotterdam en behaalde vervolgens een Master of Laws in Encyclopedie en Filosofie van het Recht aan de Universiteit Leiden. Op 12 december 2015 promoveerde hij te Leiden op het proefschrift Weerbare democratie. De grenzen van democratische tolerantie; promotor was Paul Cliteur. Het boek werd tevens uitgegeven door uitgeverij Nieuw Amsterdam; het won in 2016 de Prinsjesboekenprijs. In 2017 werd hij uitgeroepen tot New Scientist Wetenschapstalent. Na zijn promotie was Rijpkema korte tijd werkzaam als docent staatsrecht aan de Universiteit van Amsterdam; in 2016 werd hij universitair docent Encyclopedie van de Rechtswetenschap aan de Universiteit Leiden, en in 2020 universitair hoofddocent aldaar. 
Rijpkema's werk – waaronder zijn proefschrift – richt zich vooral op de theorie van de "weerbare democratie" ("democratische zelfverdediging"): mag een democratische samenleving zich verweren tegen krachten die proberen haar omver te werpen, en zo ja, onder welke omstandigheden en met welke middelen? In het kader daarvan gaf hij in 2014 het boek Wat te doen met antidemocratische partijen? uit, een heruitgave van de oratie De democratische staat en de niet-democratische partijen van George van den Bergh uit 1936; het boek had tevens een voorwoord van Paul Cliteur en een nawoord van René Cuperus. In 2018 redigeerde hij samen met Afshin Ellian en Gelijn Molier De strijd om de democratie. Essays over democratische zelfverdediging en Militant Democracy: Political Science, Law and Philosophy (met Ellian); in 2020 publiceerde hij Lokale weerbare democratie: een normatieve verkenning.
In 2021 werd Rijpkema benoemd tot bijzonder hoogleraar met als leeropdracht "Verdraagzaamheid" aan de Universiteit Leiden op de Uyttenbogaert-leerstoel, een gecombineerde leeropdracht van de faculteiten Geesteswetenschappen en Rechtsgeleerdheid. Sinds 1 april 2022 is hij tevens gewoon hoogleraar Encyclopedie van de Rechtswetenschap aan de rechtenfaculteit, als opvolger van zijn promotor Cliteur die per die datum met emeritaat ging. In 2022 gaf hij samen met Afshin Ellian het boek Een nieuw commentaar op de Grondwet uit, waarin verschillende artikelen uit de Nederlandse Grondwet vanuit rechtsfilosofisch perspectief worden becommentarieerd. Op 9 juni 2023 sprak hij te Leiden zijn oratie uit voor de leerstoelen Verdraagzaamheid en Encyclopedie van de Rechtswetenschap, getiteld Tolerantie als democratisch ethos. Op 7 februari 2025, de 450e dies natalis van de Leidse universiteit, trad Rijpkema op als erepromotor bij de verlening van een eredoctoraat aan de Canadees-Amerikaanse politiek filosofe Bonnie Honig. Hij schreef ook het "ten geleide" bij de Nederlandse uitgave van Honigs boek Public Things (in het Nederlands Publieke dingen).
Naast zijn wetenschappelijke werkzaamheden is hij columnist bij NRC en De Groene Amsterdammer.

## Boeken
- 2013: Bij de beesten af! Over dierenrecht en onrecht (redactie, met Machteld Zee)
- 2015: Weerbare democratie: De grenzen van democratische tolerantie (proefschrift)
- 2018: Militant Democracy: The Limits of Democratic Tolerance
- 2018: De strijd om de democratie: Essays over democratische zelfverdediging (redactie, met Afshin Ellian en Gelijn Molier)
- 2018: Militant Democracy: Political Science, Law and Philosophy (redactie, met Afshin Ellian)
- 2020: Lokale weerbare democratie: een normatieve verkenning
- 2020: Terrorism and Counterterrorism after the Caliphate (redactie, met Afshin Ellian en Gelijn Molier)
- 2021: Erkenning, excuses en herstel: Een verkenning van de betekenis van het Nederlands recht en het recht van het Koninkrijk der Nederlanden bij de verwerking van het slavernijverleden (met Arjen van Rijn en Glenn Thodé)
- 2022: Een nieuw commentaar op de Grondwet (redactie, met Afshin Ellian)
- 2024: Weerbare rechtsstaat: de vangrails in de Grondwet (met Steven Bruintjes en Jorieke Manenschijn)

- Gemeinsame Normdatei: 1066380929
- International Standard Name Identifier: 0000 0004 2308 7778
- Library of Congress Control Number: no2016127675
- Nationale Bibliotheek van Israël: 987009908933305171
- Nederlandse Thesaurus van Auteursnamen: 356488551
- Virtual International Authority File: 305809948
- WorldCat: E39PBJjddtdqybbJf7kB3GqqQq